# Ard van Peppen
Ard van Peppen (Delft, 26 juni 1985) is een Nederlands voormalig profvoetballer die bij voorkeur als verdediger speelde. 

## Clubcarrière
Van Peppen speelde in de jeugd van DHC, Sparta Rotterdam, Vitesse Delft en Feyenoord. Hij maakte in het seizoen 2005/06 zijn profdebuut in het eerste elftal van Excelsior. Daarmee werd hij dat jaar kampioen in de Eerste divisie. Van Peppen ging niet mee naar de Eredivisie, maar vertrok in de zomer van 2006 naar De Graafschap, waar hij een contract voor twee seizoenen tekende. Hij maakte zijn debuut voor de club in een met 0-1 verloren thuiswedstrijd tegen Go Ahead Eagles. Van Peppen werd dat jaar voor de tweede keer op rij kampioen van de Eerste divisie, ditmaal met De Graafschap en als basisspeler.
Van Peppen ging nu wel mee naar de Eredivisie en speelde daarin zijn eerste wedstrijden. De Graafschap verhuurde hem in de winter aan zijn oude club Excelsior. In de zomer keerde Van Peppen er definitief terug en werd er vaste kracht als linksback van het team. Van Peppen promoveerde met Excelsior na twee wedstrijden in play-offs tegen stadsgenoot Sparta Rotterdam.
Na zijn periode bij De Graafschap speelde Van Peppen drie jaar bij RKC Waalwijk en vijf jaar bij Roda JC. Toen daar zijn contract niet werd verlengd, kwam hij zonder club te zitten. In april 2019 maakte Van Peppen bekend dat hij gestopt was als voetballer.

## Clubstatistieken
| Seizoen | Club             | Competitie     | Duels | Goals |
| ------- | ---------------- | -------------- | ----- | ----- |
| 2005/06 | Excelsior        | Eerste divisie | 19    | 0     |
| 2006/07 | De Graafschap    | Eerste divisie | 37    | 2     |
| 2007/08 | De Graafschap    | Eredivisie     | 2     | 0     |
| 2007/08 | Excelsior        | Eredivisie     | 8     | 0     |
| 2008/09 | Excelsior        | Eerste divisie | 37    | 0     |
| 2009/10 | Excelsior        | Eerste divisie | 35    | 1     |
| 2010/11 | RKC Waalwijk     | Eerste divisie | 29    | 2     |
| 2011/12 | RKC Waalwijk     | Eredivisie     | 36    | 2     |
| 2012/13 | RKC Waalwijk     | Eredivisie     | 33    | 1     |
| 2013/14 | Roda JC Kerkrade | Eredivisie     | 31    | 0     |
| 2014/15 | Roda JC Kerkrade | Eerste divisie | 35    | 2     |
| 2015/16 | Roda JC Kerkrade | Eredivisie     | 28    | 0     |
| 2016/17 | Roda JC Kerkrade | Eredivisie     | 32    | 0     |
| 2017/18 | Roda JC Kerkrade | Eredivisie     | 11    | 0     |
| Totaal  | Totaal           | Totaal         | 373   | 10    |